# Sönner-Långtjärnen
Sönner-Långtjärnen är en sjö i Åre kommun i Jämtland och ingår i Indalsälvens huvudavrinningsområde. Sjön har en area på 0,38 kvadratkilometer och ligger 782,4 meter över havet.

## Delavrinningsområde
Sönner-Långtjärnen ingår i det delavrinningsområde (700129-137644) som SMHI kallar för Utloppet av Sönner-Långtjärnen. Medelhöjden är 786 meter över havet och ytan är 0,91 kvadratkilometer. Det finns inga avrinningsområden uppströms utan avrinningsområdet är högsta punkten. Vattendraget som avvattnar avrinningsområdet har biflödesordning 5, vilket innebär att vattnet flödar genom totalt 5 vattendrag innan det når havet efter 335 kilometer. Avrinningsområdet består mestadels av skog (50 procent). Avrinningsområdet har 0,38 kvadratkilometer vattenytor vilket ger det en sjöprocent på 42,1 procent.